# 西堀晋
西堀 晋（にしぼり しん、 1966年 - ）は、岐阜県出身のプロダクトデザイナー。デザイン事務所SHIN PRODUCTS, カフェefishを主宰する。ハワイ在住。

## 来歴・人物
1989年武蔵野美術大学工芸工業デザイン学科卒業後、松下電器産業入社し、エアコン事業部に配属。26歳でオーディオ事業部に異動。32歳で独立し、フリーランスとして活動、翌年SHINPRODUCTS、efish開業。松下電器産業時代にデザインした「PーCASE」は、これまで松下電器産業がターゲットユーザーとしてこなかったインテリア雑貨業態から注目を集めるも商品化はならなかったが、後に無印良品が商品化。これを機に、2002年7月、Appleにスカウトされ入社し、Apple Industrial Design Group所属。2012年7月Apple退社。iPod nano, iPhoneを含めAppleの主力商品のデザインを担当した。